# Coppa del Mondo di skeleton 2004
La Coppa del Mondo di skeleton 2003/04, diciottesima edizione della manifestazione organizzata dalla Federazione Internazionale di Bob e Skeleton, è iniziata il 29 novembre 2003 a Calgary, in Canada e si è conclusa il 15 febbraio 2004 ad Altenberg, in Germania. Furono disputate dieci gare: cinque per quanto concerne gli uomini e altrettante per le donne in cinque località diverse. 
Questa Coppa del Mondo si è svolta come di consueto in parallelo alla Coppa del Mondo di bob .
Nel corso della stagione si tennero anche i campionati mondiali di Schönau am Königssee 2004, in Germania, competizione non valida ai fini della Coppa del Mondo, mentre la tappa conclusiva di Altenberg assegnò anche i titoli europei 2004.
Vincitori delle coppe di cristallo, trofeo conferito ai vincitori del circuito, furono il britannico Kristan Bromley per gli uomini e la canadese Lindsay Alcock per le donne, entrambi alla prima affermazione nel massimo circuito mondiale.

## Risultati

### Uomini
| Data             | Località    | Primi classificati          | Secondi classificati   | Terzi classificati      |
| ---------------- | ----------- | --------------------------- | ---------------------- | ----------------------- |
| 29 novembre 2003 | Calgary     | Kristan Bromley Regno Unito | Gregor Stähli Svizzera | Duff Gibson Canada      |
| 6 dicembre 2003  | Lake Placid | Kristan Bromley Regno Unito | Jim Shea Stati Uniti   | Chris Soule Stati Uniti |
| 23 gennaio 2004  | Lillehammer | Kristan Bromley Regno Unito | Koshun Tojo Giappone   | Duff Gibson Canada      |
| 7 febbraio 2004  | Sigulda     | Tomass Dukurs Lettonia      | Frank Kleber Germania  | Kazuhiro Koshi Giappone |
| 15 febbraio 2004 | Altenberg   | Kristan Bromley Regno Unito | Duff Gibson Canada     | Chris Soule Stati Uniti |

### Donne
| Data             | Località    | Prime classificate       | Seconde classificate        | Terze classificate           |
| ---------------- | ----------- | ------------------------ | --------------------------- | ---------------------------- |
| 29 novembre 2003 | Calgary     | Lindsay Alcock Canada    | Michelle Kelly Canada       | Mellisa Hollingsworth Canada |
| 6 dicembre 2003  | Lake Placid | Diana Sartor Germania    | Lindsay Alcock Canada       | Michelle Kelly Canada        |
| 22 gennaio 2004  | Lillehammer | Lindsay Alcock Canada    | Lea Ann Parsley Stati Uniti | Michelle Kelly Canada        |
| 6 febbraio 2004  | Sigulda     | Kerstin Jürgens Germania | Steffi Jacob Germania       | Diana Sartor Germania        |
| 15 febbraio 2004 | Altenberg   | Diana Sartor Germania    | Lindsay Alcock Canada       | Michelle Kelly Canada        |

## Classifiche

### Uomini
| Pos. | Nome pilota      | Nazione     | CAL | LAK | LIL | SIG | ALT | Punti |
| ---- | ---------------- | ----------- | --- | --- | --- | --- | --- | ----- |
| 1    | Kristan Bromley  | Regno Unito | 1   | 1   | 1   | 7   | 1   | 229   |
| 2    | Duff Gibson      | Canada      | 3   | 5   | 3   | 4   | 2   | 200   |
| 3    | Frank Kleber     | Germania    | 8   | 7   | 5   | 2   | 5   | 171   |
| 4    | Chris Soule      | Stati Uniti | 7   | 3   | 4   | 15  | 3   | 166   |
| 5    | Kazuhiro Koshi   | Giappone    | 6   | 16  | 6   | 3   | 7   | 150   |
| 6    | Kevin Ellis      | Stati Uniti | 11  | 4   | 14  | 9   | 9   | 127   |
| 7    | Paul Boehm       | Canada      | 4   | 10  | 8   | 19  | 16  | 117   |
| 8    | Jim Shea         | Stati Uniti | 17  | 2   | 11  | 17  | 14  | 114   |
| 9    | Philippe Cavoret | Francia     | 16  | 8   | 9   | 12  | 10  | 111   |
| 10   | Koshun Tojo      | Giappone    | 15  | 15  | 2   | 21  | 15  | 107   |

### Donne
| Pos. | Nome pilota           | Nazione     | CAL | LAK | LIL | SIG | ALT | Punti |
| ---- | --------------------- | ----------- | --- | --- | --- | --- | --- | ----- |
| 1    | Lindsay Alcock        | Canada      | 1   | 2   | 1   | 4   | 2   | 157   |
| 2    | Diana Sartor          | Germania    | 10  | 1   | 4   | 3   | 1   | 139   |
| 3    | Michelle Kelly        | Canada      | 2   | 3   | 3   | 7   | 3   | 134   |
| 4    | Kerstin Jürgens       | Germania    | 16  | 6   | 8   | 1   | 4   | 109   |
| 5    | Tanja Morel           | Svizzera    | 6   | 5   | 9   | 5   | 8   | 102   |
| 6    | Lea Ann Parsley       | Stati Uniti | 12  | 4   | 2   | 6   | 19  | 99    |
| 7    | Steffi Jacob          | Germania    | 9   | 17  | 11  | 2   | 5   | 95    |
| 8    | Mellisa Hollingsworth | Canada      | 3   | 15  | 5   | 8   | 13  | 93    |
| 9    | Katie Koczynski       | Stati Uniti | 4   | 13  | 12  | 9   | 9   | 86    |
| 10   | Tristan Gale          | Stati Uniti | 8   | 14  | 10  | 12  | 7   | 79    |